# Orazi (pittore)
ORAZI' (che scriveva il suo nome d'arte in maiuscolo, ORAZI') (28 febbraio 1906 – 19 gennaio 1979) è stato un pittore francese, appartenente all'École Française, membro dell'École de Paris (o nouvelle École de Paris).
A Parigi, egli installò il suo atelier in Boulevard du Montparnasse sin dal 1934. In effetti, Montparnasse aveva sostituito Montmartre come centro artistico ed intellettuale di Parigi ed anche come epicentro della vita culturale dei membri della École de Paris. È documentato che, dopo la Seconda Guerra Mondiale, nel 1946-1947, egli si trasferì in un altro atelier - sempre nel quartiere di Montparnasse - che rimase lo stesso sino alla sua morte.
La sua produzione ha seguito un'evoluzione che spinse la sua ricerca dal figurativo all'astrazione, ove la sua opera fu sovente caratterizzata da effetti di materiali in rilievo - Peinture en Relief - più o meno sporgenti dalla tela e aggettanti rispetto al telaio dei quadri. Egli ritornò alla pittura figurativa, con una serie di paesaggi, nella sua ultima, breve, fase artistica.
ORAZI (pronuncia francese: Orasì) è il nome che egli adottò durante la sua carriera, scritto in genere in lettere maiuscole, specialmente in Francia, per distinguersi da una serie di artisti, anche del medesimo albero familiare, attivi in Francia - sin dal XVII, XVIII secolo - e originari del Bolognese e dell'Italia Centrale.
Fu un membro storico del Salon de Mai di Parigi, ove le sue opere furono continuativamente esposte dal 1947 al 1979.
Nel 1952 fu nominato Sociétaire, per la sezione Pittura della Société du Salon d'Automne, dalla quale dipendeva l'esposizione artistica che, svolgendosi nell'autunno di ogni anno, era stata denominata Salon d'Automne, che allora aveva sede al Grand Palais di Parigi: il noto appuntamento artistico annuale parigino creato nel 1903.
Dal 1934 sino all'anno della morte, nel 1979, egli ha partecipato a una lunga serie di esposizioni, di cui molte furono quelle personali, soprattutto a Parigi ma anche in altre località della Francia, come pure in Europa, Messico e Giappone. Vi sono state anche alcune mostre personali post mortem, dal 1980 al 2006.
Successivamente ad esse, il fotografo e artista statunitense Peter H. Beard riprodusse nel Calendario Pirelli del 2009 quattro sue opere della fase Peinture en Relief: esse sono state pubblicate on line e sono state riprodotte anche dalla rivista russa Europa.

## Biografia

### La formazione. La prima fase della carriera artistica.
ORAZI seguì studi classici, interessandosi in particolare a storia, filosofia, estetica greca e romana, storia dell'arte, oltre a studiare pianoforte e poi composizione. A partire dalla scuola secondaria si impegnò anche nella pittura e nello studio delle tecniche artistiche. Egli ebbe dunque una formazione approfondita nelle scienze umane e nell'arte, che avrebbe costituito una solida base per le sue successive esperienze artistiche. L'arte e la pittura sarebbero diventate la sua vocazione e la passione della sua vita, come notò la critica d'arte francese Hélène Parmelin nel 1980.
Da giovane egli era costantemente in movimento, alla ricerca di nuove esperienze artistiche.
A Parigi, sin dal 1930, egli partecipò all'intensa vita intellettuale che fece del quartiere di Montparnasse il luogo d'incontro come pure di elaborazione di nuove teorie ed esperienze artistiche.
Verso la fine degli anni 1920 era invece a Venezia, ov'erano presenti artisti famosi quali Filippo de Pisis e Leonardo Dudreville. Egli era bene integrato in quel milieu artistico; Dudreville lo considerava un suo pupillo e, nel 1927, disegnò un suo bellissimo ritratto. Successivamente, quando nel 1934 ORAZI avrebbe esposto con una personale alla ‘Galleria Pesaro’, molto reputata a quel tempo, Dudreville scrisse la prefazione al catalogo.
Nel 1934 e nel 1936 ORAZI espose alla Biennale di Venezia; nel 1935 espose alla Quadriennale d'Arte Nazionale di Roma (Quadriennale di Roma).
Nel 1937, a Parigi, la 'Galerie de Paris' organizzò per lui una mostra personale. Nel 1937 e 1938 egli espose, sempre a Parigi, al Primo e Secondo Salon des Jeunes Artistes.
I lavori di quegli anni, sino approssimativamente al 1945-1946, furono essenzialmente ritratti, nature morte, paesaggi, composizioni, che rivelano chiaramente gli elementi distintivi della sua pittura, caratterizzata non solo dal suo legame con le Avanguardie storiche ma anche con i grandi nomi dell'arte Post-impressionista francese e nella quale un posto predominante era riservato alla ricerca sul colore nella rappresentazione fisica di oggetti e personaggi.

### La maturità artistica. LaPeinture du Mouvement
All’indomani della guerra, ORAZI fu tra gli artisti del Salon de Mai, sorto a Parigi dall'Associazione fondata in clandestinità nel 1943 (dichiarata alla fine del 1944) come opposizione all'ideologia dell'arte nazista. Il primo Salon de Mai, sotto la presidenza dello storico dell’arte e critico Gaston Diehl, ebbe luogo a Parigi nel 1945, aprendo i battenti il 29 maggio. Organizzato inizialmente presso la galleria d'arte "Pierre Maurs" in avenue Matignon, poi presso la galleria "Arts" in rue du Faubourg Saint-Honoré, il Salon de Mai si tenne dalla fine degli anni 1940 al Palais de New-York, per passare nel 1953 al Musée d'Art Moderne de la Ville de Paris, dove si sarebbe svolto regolarmente sino alla fine degli anni 1960. Sarebbero seguiti alcuni anni complicati da problemi logistici e trasferimenti di sede. Il LXIVème - e ultimo - Salon de Mai si è svolto nel maggio del 2014.
Nell’entusiasmo della libertà ritrovata, il Salon de Mai testimoniava la presenza di una generazione di artisti, maturata negli anni della lotta contro l'occupazione tedesca, di cui il largo pubblico ignorava l’esistenza e l’impegno, e che ora emergeva con energia. Il nuovo Salon rispose a tale necessità, s’impose rapidamente e divenne molto presto una delle più importanti manifestazioni artistiche francesi, che ogni anno veniva attesa con viva curiosità. Le sue mostre annuali divennero un importante appuntamento culturale parigino. In tale milieu, già nel 1946, ORAZI strinse con il pittore, litografo e designer Édouard Pignon - anch'egli membro della cerchia artistica della nouvelle École de Paris - un'amicizia profonda, destinata a mantenersi tutta la vita.
Al Salon de Mai ORAZI espose regolarmente i propri lavori, per oltre tre decenni, dal 1947 sino al 1979, anno della sua morte. Nella nota introduttiva al Catalogo dell'esposizione del 1979, dal titolo « La volonté de Continuer » (la volontà di continuare), la scomparsa di ORAZI fu ricordata dal Presidente - Fondatore Gaston Diehl con queste parole: «Tengo a richiamare il ricordo di coloro che ci hanno recentemente lasciato [...] e in particolare due pittori che furono tanto a lungo nostri fedeli compagni di cammino, ORAZI e BURTIN».
Dalla fine degli anni quaranta ORAZI si fece notare per un suo nuovo stile, che fu chiamato Peinture du Mouvement dal critico d'arte francese Jean-Pierre Pietri, dalle colonne del giornale Les Lettres françaises: era infatti caratterizzato dal lavoro sugli effetti dinamici del corpo umano (e degli animali) in movimento, enfatizzati dalla forza del colore. I dipinti di tale fase si collocano dalla fine del 1947. Essi furono sovente commentati, e anche riprodotti, nelle colonne del giornale di cultura e arte Les Lettres Françaises, allora diretto da Claude Morgan, che godeva di una notevole reputazione: era stato infatti fondato a Parigi nella clandestinità, negli anni della resistenza, da Jacques Decour, fucilato dai tedeschi nel 1942, e la cui memoria restava intensa nella vita intellettuale parigina.
La Peinture du Mouvement fu molto apprezzata dalla critica. Per esempio, il critico d’arte Jean-Pierre (Pietri) pubblicò l’articolo «L’oeuvre d’ORAZI exprime la vie» in cui commentava in termini elogiativi due vaste composizioni di ORAZI: Corrida (a cavallo), che era stata pochi mesi prima esposta al Salon de Mai del 1949 e Bagarre à la sortie de l’usine, che rappresentava una carica di polizia a cavallo per disperdere operai assembrati davanti a una fabbrica, e che doveva essere presentata al Salon d’Automne dello stesso 1949. Passaggi dell’articolo sono significativi per inquadrare questo tipo di pittura: «Attraverso una costruzione a base di spirali [...] grazie a una ripartizione razionale dei colori, dinamica o statica a seconda del caso, ORAZI obbliga lo sguardo a seguire sulla tela un cammino di eternità, che è quello della nascita e sviluppo del movimento stesso [...] il movimento è in lui passione [...] il dipinto si muove.».
Altre opere, come il dipinto Affrontement entre les manifestants (scontri tra manifestanti) del 1949-1950 o la tempera L’enfant blessé (il Bambino ferito) - esposta al Salon d'Automne del 1951-, raffiguravano le grandi sollevazioni operaie dell'epoca in Europa.
La pittura di ORAZI’ trasse ispirazione anche da Roma Città Aperta, il film diretto da Roberto Rossellini considerato il manifesto del Neorealismo cinematografico, che aveva riscosso in Francia uno straordinario successo: una sua grande composizione, dal titolo Rome Ville Ouverte, fu esposta al Salon de Mai del 1950 e incontrò il favore della critica. il giornale Les Lettres Françaises, che ne pubblicò la riproduzione in grande formato, la elogiarono: «Rome ville ouverte non deve essere considerata un dipinto da cavalletto: la si deve immaginare con le dimensioni di un muro. ORAZI è oggi un autentico e forse unico affreschista, capace di affrontare la grande pittura di storia. La sua tela ci consegna elementi nuovi: il movimento e il senso del gruppo umano.». Attraverso una tempera di grandi dimensioni dal titolo L'Exode egli raffigurò poi un lungo convoglio di rifugiati, fuggiti dall'invasione nazista: essa fu esposta a Parigi al Salon d'Automne del 1952. Anche quest'opera incontrò grande interesse da parte della critica.
Un'altra serie di opere della Peinture du Mouvement, apprezzate dalla critica del tempo, fu quella dedicata al Circo, e all'arte circense, con i suoi personaggi (clown, cavallerizze, ballerine, giocolieri e atleti, accompagnati dai loro animali): tali opere furono esposte al Salon de Mai del 1952 e 1953, al Salon d'Automne e alla Deuxième Biennale de Menton del 1953, infine alla mostra personale tenutasi a Parigi, nel 1954, alla Galerie Marcel Bernheim. Una composizione fu inoltre acquisita dal Fonds National d'Art Contemporain francese: La course de taureaux, del 1950, incentrata sullo spettacolo sportivo molto seguito nel Sud della Francia, la “course camarguaise”, in cui uomini affrontano il toro (senza la messa a morte dell'animale).
Appartiene a questa fase artistica anche il gruppo di dipinti, degli anni dal 1948 al 1953 circa, che rappresenta la vita e i lavori della civiltà contadina. In particolare, nella serie chiamata Peintures sur la Barbagia (o anche Cycle de la Sardaigne), ORAZI raffigurò abitanti, costumi e tradizioni della Barbagia, con il suo paesaggio naturale e i suoi villaggi ancora intatti, dove egli trascorse alcuni mesi nel 1953: venticinque opere di tale serie furono presentate nel 1954 alla mostra personale tenutasi alla galleria Marcel Bernheim di Parigi, due al Salon d'Automne del 1954. Già prima di tali mostre, esse erano state elogiate dalla critica. Quadri sulla Barbagia sono stati recentemente acquisiti dal Comune di Gavoi, con l'intento di musealizzarli.
Sempre nel 1954 ORAZI fu invitato a illustrare, per il giornale Les Lettres Françaises, una novella di Italo Calvino che era stata allora tradotta in Francese.
Infine, in questo periodo ORAZI dipinse una serie di composizioni di grande dimensione che ricostruivano battaglie storiche e i loro personaggi. Trattandosi di vaste scenografie, con al loro interno una moltitudine di uomini e cavalli, è possibile osservare che la ricerca alla base della Peinture du Mouvement raggiungesse, con esse, il massimo della sua complessità. Alcune di tali tele furono principalmente esposte al Salon de Mai del 1955 e 1956, al Salon des Indépendants del 1957, e alla galleria d'arte milanese ‘L’Annunciata’ nel 1959.

### I dipinti sul Messico. I paesaggi di Parigi
Sempre molto interessato allo studio del paesaggio e della natura nelle sue forme ancora incontaminate, negli anni Cinquanta ORAZI dipinse un gruppo di tele in diverse località della Francia, specialmente nella regione mediterranea. Uno di questi paesaggi fu pubblicato da Les Lettres Françaises e venne illustrato con i versi di un altro suo grande amico, il poeta francese Guillevic: un intellettuale legato alla storia del Salon de Mai. Il catalogo della prima edizione del Salon de Mai (il cui vernissage fu il 29 Maggio 1945), presentato al pubblico con la prefazione di Gaston Diehl, era infatti impreziosito anche da testi e versi di intellettuali e poeti del tempo tra cui Guillevic.
Ben presto questa ricerca portò ORAZI nel Messico, che costituiva un mondo eccezionalmente attrattivo per intellettuali e artisti di allora. Vi soggiornò nel 1955 e 1956-1957. Lo scenario naturale, i costumi e le tradizioni della popolazione locale furono i temi che confluirono nella serie di dipinti denominata Peintures sur le Mexique (o anche Cycle du Mexique), presentate al pubblico a Parigi, alla fine del 1957, con la mostra personale che si tenne alla ‘Galerie Vendôme’. Essa ricevette l'apprezzamento dell'ambasciatore del Messico in Francia, Jaime Mario Torres Bodet, personalità politica e culturale del secondo dopoguerra di grande prestigio internazionale e fu accolta favorevolmente dalla critica. Un paesaggio di questa serie fu acquistato dal Fonds National d'Art Contemporain francese.
Si trattava di paesaggi, composizioni e ritratti senza cedimento verso il gusto per l'esoticità, con un lavoro estremamente curato sul colore per rappresentare, senza descrittivismo, gli elementi della natura e le figure di uomini e donne. È interessante notare che, in alcuni di tali dipinti, specialmente paesaggi solitari e vedute di alberi nel cuore di una foresta incontaminata, la linea alquanto rarefatta e il colore che assume un ruolo determinante nella composizione dimostrano il superamento, da parte dell'Artista, dell'esperienza figurativa in senso "classico" e il suo crescente interesse per l'arte astratta. Passi tratti da un articolo apparso sul mensile francese d’arte ‘L’Information Artistique’ trasmettono bene lo stile di tali quadri: «ORAZI, che ha appena trascorso più di due anni in Messico propone alla Galerie Vendôme le tele che ha riportato da quel viaggio. Non sacrificandosi mai all’esotismo o a una facile esuberanza, ha dipinto dei paesaggi piuttosto austeri, di una fattura molto lineare, che raggiungono una bella intensità espressiva, dei ritratti potentemente strutturati e delle scene di vita locale il cui interesse non ha nulla di aneddotico, ma deriva da uno sforzo sincero del pittore di sentirne ed esprimerne il carattere con la massima evidenza». Sono significativi anche i brani di un altro articolo, anch'esso molto elogiativo, intitolato «ORAZI et le Mexique», pubblicato dal mensile francese di critica artistica ‘La Nouvelle Critique’: «Si tratta di un evento artistico di prima importanza [...] Una quarantina di quadri [...] È l’arte maggiormente indipendente dalla letteratura e maggiormente ricca di contenuto umano [...] i paesaggi [...] comunicano agli spettatori sensazioni forti, di distanze, di spazio e di luce, che l’artista restituisce grazie a una costruzione estremamente sapiente di forme in movimento [...] L’artista non espone frammenti di paesaggi [...]ma delle composizioni complete, ordinate, maestose».
Ritornato in Francia, ORAZI’ dipinse vedute di Parigi, che era allora sotto l'impatto di vaste demolizioni per la costruzione di grandi immobili e grattacieli, al di fuori della tradizione parigina e per la creazione di nuovi settori della città, addirittura interi quartieri. Questa serie di dipinti, i Paysages Parisiens, raffigura il mutamento del paesaggio urbano. È costituita da vedute del quartiere di Montparnasse, allora oggetto di vasti abbattimenti e dove scomparivano le piccole strade un tempo popolate di artisti e artigiani, ma soprattutto da vedute delle rive della Senna nei nuovi quartieri in costruzione.
Specialmente le immagini delle rive della Senna sono segnate dalla malinconia: in tali composizioni le alte gru che tagliano il cielo e le macchine scavatrici simboleggiano la nuova Parigi del dopoguerra, in cui la spinta verso la modernità cancella l’antica tradizione urbanistica e i ritmi della vecchia città, mentre le péniches - i barconi con case galleggianti - e le chiatte per il trasporto fluviale rappresentano la Parigi storica.
Numerosi paesaggi parigini furono esposti nel 1959 alla galleria d'arte milanese ‘L'Annunciata’; alcuni di loro furono riprodotti nella brochure d'invito alla mostra.
È interessante notare che alcuni dipinti di questo gruppo dimostrano, da parte di ORAZI, il superamento dell'esperienza figurativa.

### L'Arte Astratta. LaPeinture en Relief.
A partire dalla seconda metàdegli anni Cinquanta ORAZI’ rivolse il proprio lavoro artistico verso la pittura astratta, in cui la sua sensibilità per il colore avrebbe avuto un ruolo essenziale. L’edizione francese del New York Herald Tribune, per esempio, scriveva di lui che «mostrava variazioni gustosamente (sic) dipinte su singoli toni - oro, rosso, delicato blu - [...] Nondimeno, questi apostrofi al colore puro hanno effettivamente una vita propria e rivelano una maestria che delizia l'occhio. Egli fa parte di un gruppo di pittori che stanno cercando di mettere in piedi l'arte astratta europea, in modo che possa resistere senza l'aiuto americano, e potrebbe avere successo.».
Egli espose i suoi dipinti al Salon de Mai del 1960 e 1961. Soprattutto, una serie nutrita di suoi altri quadri fu presentata alla mostra personale organizzata alla galleria parigina ‘Galerie 7’, nel 1961, che venne proposta al pubblico dal critico d’arte e scrittore Michel Courtois. Essa incontrò l'interesse della critica, come testimonia l’analisi pubblicata da Les Lettres Françaises - insieme alla riproduzione di un suo quadro -: «Essendo rifiutata ogni struttura [...] è solo il colore che lavora per esprimere questa visione pittorica, ed esso reca la traccia della sensibilità del pittore, dei suoi slanci, dei suoi silenzi.».
Nello stesso periodo ORAZI si dedicava a un'ulteriore ricerca, che sarebbe rimasta a lungo al centro della sua creatività -dal 1958 al 1968 circa-. In questa fase artistica egli raccoglieva e utilizzava materie e fibre di diversa tipologia, specialmente materie e fibre naturali come per esempio minuscoli grani di sabbia, semi, filamenti vegetali e frammenti di corteccia, con cui creare forme in rilievo che emergevano dalla superficie della tela e assai di frequente fuoriuscivano dalla struttura dello châssis. La serie di queste opere è stata chiamata Peinture en Relief. Fu un periodo che rivela la grande immaginazione di questo pittore come pure la sua padronanza delle tecniche artistiche.
Alla base di tale esperienza artistica vi era l'esplorazione della natura, delle sue componenti e dei suoi fenomeni (fiori, piante, sabbie, rocce, lave vulcaniche, coste e fondali marini, eruzioni, tempeste, meteoriti pietrificati). In alcune opere che rappresentano busti umani in rilievo ORAZI’ inseriva spiritosamente, come soggetti della composizione, insetti amici di quei personaggi, quali una zanzara o una cavalletta.
Il carattere della Peinture en Relief viene messo in evidenza dal critico d'arte francese Jean-Jacques Lévèque in occasione della mostra personale di ORAZI del 1966, alla ‘Galerie du Passeur’, a Parigi: «con ORAZI, la cui opera viene presentata dalla Galerie du Passeur [...] si tratta di uno spettacolo. Di uno spettacolo naturale, della vita dei suoli, delle impressionanti forze che strutturano il mondo. Forme annodate, convulsive, improvvisamente s'impadroniscono dello spazio e nel loro slancio irresistibile si dilatano al di là dei limiti imposti dal telaio del quadro.».
Le opere di questo periodo furono inizialmente caratterizzate da un rilievo ancora piuttosto basso; una di queste fu esposta al Salon de Mai del 1962, che si tenne non soltanto a Parigi ma anche a Tokyo, Osaka e Yawata. Successivamente, il rilievo divenne sempre più pronunciato, le forme in rilievo divennero sempre più aggettanti e anche estese oltre ai limiti della tela e dello stesso châssis: le creazioni di questo genere apparivano più che pitture quasi statue.
La critica manifestò il proprio interesse per la nuova esperienza artistica di ORAZI. Lo dimostra l’articolo di Raoul-Jean Moulin: «ORAZI interroga la natura del mondo [...] rifiutando simbolismi, il pittore mette alla prova la pietra, la pianta, l’aria, la luce [...] Materie originarie, aspre, in movimento, colate di lave eruttive, meteoriti pietrificati [...] momenti della formazione dell’universo. Forme forate, strappate, forme annodate, convulsive [...] questa realtà palpitante, primordiale, ci parla». Come pure lo dimostra l’intervento di Georges Boudaille: «ORAZI lavora - impasta la tela come argilla, per darle vita [...] La materia si solleva ora come la crosta terrestre ora come petali di fiori, forme proliferano sino a fuoriuscire dai limiti del quadro per invadere lo spazio [...] sono terre ma anche lave vulcaniche, tronchi d’albero, rocce, montagne.».
Oltre che alla mostra personale del 1966 alla ‘Galerie du Passeur’, le opere della Peinture en Relief furono esposte al Salon de Mai, dal 1963 al 1979, e in varie mostre in Francia ed Europa.

### LaLigne Circulairee leTêtes-Paysage
Osservando i quadri della Peinture en Relief si nota come questo artista avesse una forte inclinazione a creare forme circolari, sovente annodate o concentriche. Si tratta di una tendenza che sarebbe diventata centrale nella fase pittorica successiva, propria degli anni 1970-1977, chiamata Ligne Circulaire, nella quale egli abbandonò le creazioni in rilievo.
Nelle opere appartenenti alla Ligne Circulaire viene meno il riferimento alle forme e agli impressionanti eventi della natura. I dipinti raffigurano invece la dimensione d'armonia dell'universo, la nascita e il movimento dei pianeti, la vastità del firmamento. I colori si ammorbidiscono, sono ricchi e al tempo stesso teneri. In alcuni dipinti ORAZI raffigura inoltre affascinanti rappresentazioni della Madre Terra che abbraccia le sue creature (insetti, uccelli, fiori) o della Luna, la cui faccia seducente si divide a formare diversi tipi di paesaggio stilizzato.
Vi è poi un gruppo di dipinti, chiamato Têtes-Paysage, in cui egli crea composizioni che raffigurano misteriose teste umane o di fauni e di figure mitologiche (talora accompagnati da insetti loro compagni, un’ape, una vespa, una zanzara): le linee, in questi dipinti, si intrecciano a formare simultaneamentedei paesaggi sia terrestri che celesti. Una di queste teste-paesaggio, intitolata Le faune, fu esposta al Salon de Mai del 1977; un’altra testa-paesaggio raffigurava il protagonista di una novella scritta dallo stesso ORAZI’ all’inizio degli anni Settanta e uscita a Parigi nel 1974. L'immagine di quello strano personaggio era stata realizzata in precedenza ma nella tecnica della Peinture en Relief, in un quadro esposto a Toulon, nel 1973, al Salon International d'Arts Plastiques.
Un insieme di opere del periodo Ligne Circulaire e Têtes-Paysage fu esposto, un anno dopo la morte dell'artista, alla mostra personale organizzata a Parigi alla 'Galerie 222'.

### Ultimi Anni.Paysages de l'Imaginaire
Il paesaggio è una dimensione che continuò a essere fondamentale per questo Artista e che ritorna sulle sue tele dalla giovinezza sini alla fine della vita.
Nei suoi ultimi anni, a cominciare dal 1976 circa ma soprattutto tra il 1977 e i primissimi giorni del mese di gennaio 1979, accanto alle opere del periodo Ligne Circulaire, il paesaggio fu il tema sul quale ORAZI ancora una volta tornò a lavorare. La sua salute stava declinando, tanto che alcune tele non poterono essere finite oppure la loro composizione venne solo abbozzata. Si tratta delle ultime opere di ORAZI.
Questo piccolo gruppo di dipinti, chiamati Paysages de l'Imaginaire, è costituito di "paesaggi di memoria", rappresentazioni del paesaggio ridotte all'essenziale, ma dove si ritrovano i ritmi e alcuni dettagli del periodo su pianeti e firmamenti della Ligne Circulaire.
Sono rappresentazioni illuminate da una luce soffice, quasi egli rivedesse nella propria mente luoghi incontrati un tempo o forse anche luoghi dipinti all’inizio della propria carriera. Sono paesaggi costituiti da morbide montagne, da lineari colline ammantate da vegetazione, da fondovalle coltivati ordinatamente. I colori sono delicati ed evocano la generosa ospitalità della Madre Terra verso le creature viventi